# HD 170469 b
HD 170469 b (بالإنجليزية: HD 170469 b)‏ الذي يرمز له بالرمز HD 170469b، هو كوكب خارج المجموعة الشمسية، في كوكبة الحواء، يتبع HD 170469 ‏.

## الاكتشاف
اكتشف في 10 أبريل 2007، وكانت طريقة الاكتشاف سرعة شعاعية.